# Mahir Sağlık
Mahir Sağlık (ur. 18 stycznia 1983 w Paderborn, Niemcy) – piłkarz turecki, grający na pozycji napastnika w Vasasie SC.